# بتی بری
بتی بری (به انگلیسی: Betty Brey) زادهٔ ۲۳ نوامبر ۱۹۳۱ - درگذشته ۲۱ مارس ۲۰۱۵) شناگر اهل کشور ایالات متحده آمریکا بود.